# Lòng chảo Paris

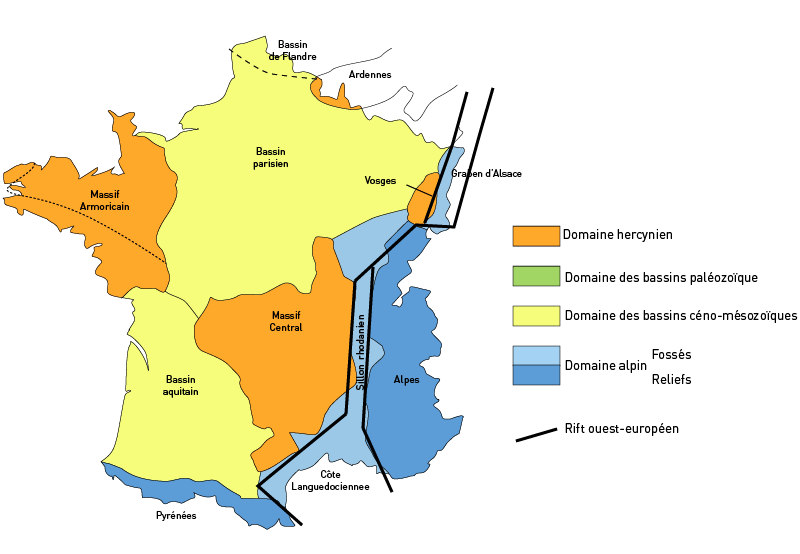
Lòng chảo Paris (Paris Basin)

Lòng chảo Paris là một trong những khu vực địa chất chính của Pháp, được hình thành từ kỷ Tam Điệp dựa trên nền tảng của chuyển động kiến tạo núi Variscan. Bồn trầm tích này là một vùng trũng lớn nằm trên lớp nền cổ của Trái Đất, tiếp giáp với khối núi Armorican về phía Tây, với trục Ardennes-Brabant về phía Bắc, với khối Vosges về phía Đông, và khối Trung Tâm về phía nam.:252

## Phạm vi
Khu vực này thường được xem như lòng chảo Paris, có diện tích nhỏ hơn so với khu vực được tạo thành bởi cấu trúc địa chất. Khu vực ban đầu trải rộng ở trung tâm phía Bắc chiếm một nửa diện tích quốc gia, không bao gồm Tây Pháp. Khu vực sau này mở rộng từ vùng đồi phía nam Calais đến Poitiers và từ Caen đến mép giữa của thung lũng Rhine, Đông Saarbrücken.

## Địa lý
Vùng nông thôn này là một trong những vùng đồng bằng và cao nguyên có độ cao giới hạn. Ở phía Đông Nam và phía Đông của đồng bằng Champagne và Seuil de Bourgogne sự xói mòn khác nhau của các lớp địa tầng đã để lại những sườn thấp với các dốc hướng về phía trung tâm. Bản chất khác nhau của đất sét, đá vôi và đá phấn đã tạo nên đặc điểm của các vùng như Champagne Humide, Champagne Pouilleuse, Pays de Caux và Pays de Bray.

## Cấu trúc
Lòng chảo Paris là một lưu vực địa chất của đá trầm tích. Nó che phủ các địa tầng bị xáo trộn bởi chuyển động kiến tạo Variscan và hình thành nên một cái bát nông rộng, trong đó trầm tích biển lắng đọng tiên tục trong suốt khoảng thời gian từ kỷ Tam Điệp đến thế Pliocen, phạm vi của chúng thường giảm dần theo thời gian. Dựa trên các phân tích hóa thạch được công nhận từ các địa tầng của lòng chảo Paris trong những năm 1820 và 1830, nhà địa chất học tiên phong Charles Lyell đã chia kỷ Tertiary thành ba thời kỳ mà ông đặt tên là Pliocen, Miocen và Eocene.
Về phía tây, các địa tầng được bao bọc bởi Variscan nổi lên từ bên dưới các lớp trầm tích biển mới hình thành trong các ngọn đồi của vùng Brittany và, về phía đông, là ở Ardennes, Hunsrück và Vosges. Về phía nam, nó giáp với khối núi Trung Tâm và Morvan. Về phía bắc, địa tầng của nó liên kết với các tầng của Eo biển Anh và Đông Nam nước Anh. Các ranh giới khác nằm trên các đỉnh núi trong các lớp trầm tích mới và các sườn dốc như Côte d'Or (trên đường đứt gãy Alpine) và các đồi Artois che phủ ranh giới của khối núi London-Brabant.

## Mỏ dầu
Hai mỏ dầu lớn được phát hiện trong vùng lòng chảo, một là mỏ Chaunoy, cái còn lại là Villeperdue, được phát hiện ở độ sâu 1850 m bên dưới lớp đá vôi.:251

## Liên kết
1. 1 2  Duval, B.C., 1992, Villeperdue Field, In Giant Oil and Gas Fields of the Decade, 1978-1988, AAPG Memoir 54, Halbouty, M.T., editor, Tulsa: American Association of Petroleum Geologists, ISBN 0891813330

- Anon. Carte Géologique de la France à l'Échelle du Millionième ISBN 2-7159-2158-6
- Dercourt, J. (2002). Géologie et Géodynamique de la France (ấn bản thứ 3). ISBN 2-10-006459-2.